# Tunnel van de twee Valiras
De tunnel van de twee Valiras (Catalaans: Túnel de les Dos Valires) is een verkeerstunnel in het vorstendom Andorra in de Pyreneeën met een lengte van 2.922 meter. De tunnel is in gebruik genomen op 31 juli 2012. Hij verbindt de plaatsen Encamp en La Massana, en ontlast Escaldes-Engordany en Andorra la Vella omdat het verkeer tussen het (noord)oosten en het (noord)westen van het land niet langer door die plaatsen hoeft te gaan. 
Tijdens de aanleg van de tunnel vonden er twee instortingen plaats. Bij het eerste ongeval werden 5 Portugese arbeiders gedood en raakten er 6 gewond. Ter nagedachtenis aan hen is de toegangsbrug aan de westelijke kant Pont de Lisboa ('Lissabonbrug') genoemd.

## fietscirculatie in de tunnel
Mobilitat staat de doorgang van fietsen in beide richtingen van de Dos Valires-tunnel toe vanaf 2022. De uitvoerende macht herinnert eraan dat fietsers positieverlichting voor wit en achter rood moeten dragen, evenals reflecterende elementen. Om de veiligheid van fietsers te versterken schildert Mobilitat de eerste 200 meter van het fietspad dat binnen de infrastructuur is gereserveerd voor fietsen, groen. Daarnaast wordt externe bewegwijzering versterkt om voertuigen aan hun verkeer te herinneren.